# 刑警队长
《刑警队长》是一部2015年中国大陆刑侦剧，以江苏省南通市刑警支队原支队长顾瑛的事迹为故事蓝本。该剧由来赫、张睿执导，于和伟、祖峰、叶一云、张延、侯松岩、要武、张宁江、张念骅主演，2015年5月25日于江苏卫视、重庆卫视首播。该剧是自2004年以来，中国大陆第一部在地方卫视黄金档播出的刑侦题材电视剧。

## 剧情简介
1990年代初，江海市某派出所所长的顾铭（于和伟饰）热衷于办案，公安分局局长吴剑南（要武饰）将并非科班出身的顾铭提拔为刑警队长。顾铭上任之初即提出“命案必破，不破不休”的口号，而他上任后遇到的第一起命案即成为无头案。顾铭面对挫折并不气馁，在此后的十余年里，他由担任区公安分局刑警队长，到担任市局刑警支队长，始终奋战在刑侦破案第一线，置个人生命、健康于度外，带领手下破获了无数疑难案件。连续15年，江海市杀人案件侦破率连年保持在95%以上，其中6年全部告破。顾瑛最终破获了那起曾经令他“败走麦城”的杀人案。2010年，顾铭于办案途中，不幸因车祸而身亡。

## 演员列表
| 演员   | 角色   | 简介 |
| ------ | ------ | --- |
| 于和伟 | 顾铭   | 原江海市某派出所所长，先后担任区公安分局刑警队长、市局刑警支队长 原型为南通市公安局刑警支队原支队长顾瑛 |
| 祖峰   | 胡德强 | 刑警队代理队长，后任经侦大队队长                                                                        |
| 叶一云 | 邱冰   | 女刑警，顾铭的得意弟子                                                                                  |
| 张延   | 黄雪玲 | 顾铭的妻子，江海市人民医院医生                                                                          |
| 张宁江 | 林之华 | 青年刑警                                                                                                |
| 侯岩松 | 钟建敏 | 顾铭多年以来的合作伙伴，后任市刑警支队原政委 原型为南通市公安局刑警支队原政委方建新                     |
| 要武   | 吴建南 | 江海市公安局局长                                                                                        |
| 张念骅 | 陈晓东 | |
| 焦刚   | 韩晓光 | |
| 张棪琰 | 罗彤   | |
| 刘建国 | 江哥   | |
| 李晔   | 方龙   | |
| 崔奕   | 齐大姐 | |
| 李佳璇 | 孙灵   | |
| 柳明明 | 卢涛   | 法医，原型为南通市公安局刑警支队三大队大队长贾东涛                                                      |

## 制作发行

### 故事蓝本
《刑警队长》以南通市公安局刑警支队原支队长顾瑛的事迹为故事蓝本。顾瑛任内指挥侦破了数千宗重大刑事案件，被当地民众誉为“江海神探”，同时将南通当地杀人案件侦破率连续18年保持在95%以上。刑侦专家李昌钰曾称赞“南通刑警的高破案率在全世界都是一种奇迹”。顾瑛曾先后30余次被公安部、江苏省委省政府、江苏省公安厅、南通市委市政府等表彰为先进工作者、先进个人、先进标兵。2000年3月，被公安部评为“全国优秀人民警察”。

### 制作与花絮
据尚世影业北京分公司总经理、制片人张翼芸介绍，2010年顾瑛逝世后，公安部向她推荐了这一典型题材。策划组经选题后，先后变更数次剧本并挑选演员，在经过三年的筹备后于2014年7月上旬正式开机，同年11月杀青。剧组在南通、天津、北京三地取景，以南通为主。为了了解刑警生活，主创人员在开拍前赴南通学习考察，期间浏览了顾瑛的相关视频图片资料，并赴顾瑛生前生活过的地方走访。全剧拍摄时邀请了刑侦专家和公安顾问指导，剧中公安局长的饰演者要武是在公安一线工作30多年的刑侦专家，以此保证该剧的严谨和对真实细节的科学还原，而剧中出现的20宗案件均根据真实案例改编而成。与此同时，该剧还是于和伟首次饰演警察角色的电视剧，在拍摄过程中由于上演危险动作一度导致腿部严重受伤。

### 宣传发行
2014年8月22日，本剧在北京举行媒体发布会，公安部宣传局及南通市公安局等有关领导到场莅临支持，当天该剧主演之一祖锋身穿戏中的警服在发布会现场展示。

## 收视率
该剧于2015年5月26日（江苏卫视首播第二日）即位居收视榜前三，开播5天后位居榜首，之后收视率一直位于晚间黄金时段前列。

## 奖项
| 年份   | 頒獎典禮                    | 獎項                                          | 得獎者   | 結果 |
| ------ | --------------------------- | --------------------------------------------- | -------- | ---- |
| 2018年 | 第31届电视剧飞天奖          | 现实题材类作品                                | 刑警队长 | 獲獎 |
| 2023年 | 剧耀东方·2023电视剧品质盛典 | 东方影视频道2021-2022年度观众喜爱的电视剧剧作 | 刑警队长 | 獲獎 |